# داون كافاناه
داون كافاناه (بالإنجليزية: Dawn Cavanagh)‏ هي ناشِطة جنوب أفريقية، ولدت في 22 مارس 1962.